# Каргин, Григорий Иванович
Григорий Иванович Каргин (27 ноября 1911, Федькино, Симбирская губерния — 21 сентября 1994, Артём, Приморский край) — командир отделения взвода пешей разведки 576-го стрелкового полка, младший сержант — на момент представления к награждению орденом Славы 1-й степени.

## Биография
Родился 27 ноября 1911 в селе Федькино (ныне — в Тереньгульском районе Ульяновской области). Окончил 3 класса. Работал в колхозе, затем плотничал на лесозаготовительном участке в Шкотовском районе Приморского края. Жил в деревне Хорошевка Шкотовского района.
В 1932—1936 и 1939—1940 годах проходил службу в Красной Армии. Участник советско-финляндской войны 1939—1940 годов. В сентябре 1941 году был вновь призван в армию Шкотовским райвоенкоматом Приморского края.
С октября 1941 года участвовал в боях Великой Отечественной войны. Воевал на Калининском, 2-м Прибалтийском, 3-м Белорусском фронтах. В ноябре 1941 и январе 1942 был ранен, но всегда возвращался в строй. К декабрю 1943 года воевал пулемётчиком в составе 523-го отдельного пулемётно-артиллерийского батальона 118-го укрепрайона.
3 декабря 1943 года при отражении атаки противника вёл огонь из пулемёта, пока тот не был разбит взрывной волной. Когда враг ворвался в траншеи, уничтожал его гранатами и огнём из винтовки, был ранен, но не вышел из боя, уничтожил 19 противников. Был представлен к награждению орденом Славы 3-й степени, награждён медалью «За отвагу».
После выздоровления вернулся в свой батальон. 22 февраля 1944 года под огнём противника вынес с поля боя тело командира и коробки для станкового пулемёта. Был награждён орденом Красной Звезды. В мае 1944 года был ранен, после госпиталя направлен в другую часть. В 1944 году вступил в ВКП(б). К началу 1945 году воевал в составе взвода пешей разведки 576-го стрелкового полка 115-й стрелковой дивизии. Особо отличился в боях в Восточной Пруссии.
11 января 1945 года, находясь с разведчиками в засаде на левом берегу реки Неман близ населённого пункта Рагнит, младший сержант Каргин первым вступил в бой с группой солдат противника, из автомата и в рукопашной схватке уничтожил несколько противников, 1 взял в плен и под вражеским огнём доставил его в расположение части. Приказом по частям 115-й стрелковой дивизии от 15 января 1945 года младший сержант Каргин Григорий Иванович награждён орденом Славы 3-й степени.
В ночь на 23 января 1945 года младший сержант Каргин вместе с бойцами проник на окраину город Либау, захватил в плен вражеского офицера и солдата. На основании показаний пленных были установлены слабые места в обороне противника, что способствовало захвату города Либау. Приказом по войскам 43-й армии 2 февраля 1945 года младший сержант Каргин Григорий Иванович награждён орденом Славы 2-й степени.
К марту 1945 года младший сержант Каргин был уже командиром отделения, имел на самом счету 5 языков. 1 марта в 25 км северо-западнее города Кёнигсберг преодолел водную преграду и минное поле противника, пробрался в траншею врага, взял в плен вражеского пулемётчика и доставил на свой передний край.
Указом Президиума Верховного Совета СССР от 19 апреля 1945 года за образцовое выполнение боевых заданий командования на фронте борьбы с немецкими захватчиками и проявленные при этом доблесть и мужество младший сержант Каргин Григорий Иванович награждён орденом Славы 1-й степени. Стал полным кавалером ордена Славы.
В сентябре 1945 года был демобилизован. Вернулся на Дальний Восток. Работал столяром на тарном комбинате в городе Владивосток, с 1964 года — матросом катера Владивостокского морского торгового порта.
Жил в поселке Трудовое Приморского края. Скончался 21 сентября 1994 года. Похоронен на кладбище "Подгороденка" , пос. Угловое (Артемовский городской округ).
Награждён орденами Отечественной войны 1-й степени, Красной Звезды, Славы 1-й, 2-й и 3-й степени медалями, в том числе «За отвагу».
В память о нём в городе Владивосток, на фасаде здания средней школы № 12, установлена мемориальная доска.